# Gustav Leuteritz

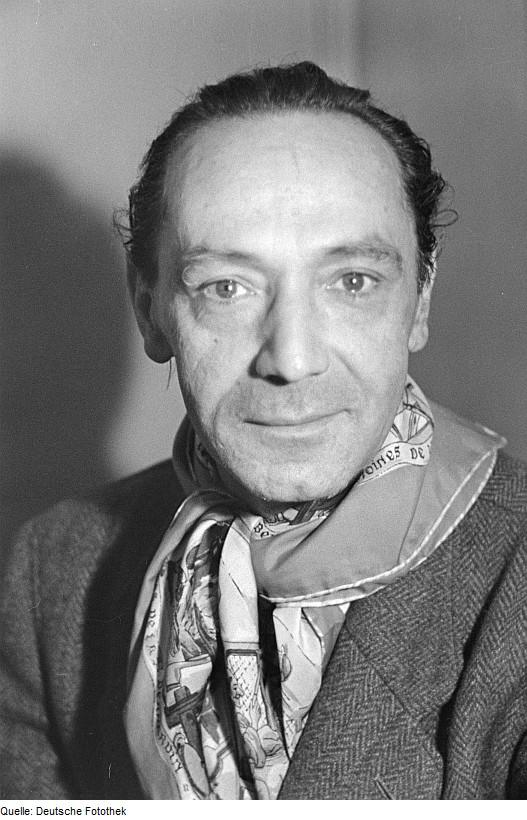
Gustav Leuteritz, 1946

Gustav Leuteritz (* 18. August 1903 in Dresden; † zwischen 1949 und 1954 wahrscheinlich im Lager Workuta, Sowjetunion) war ein deutscher Publizist und Schriftsteller in Hamburg und Ost-Berlin. Er kam in sowjetischer Gefangenschaft ums Leben.

## Leben
Nach Abschluss einer Buchdruckerlehre arbeitete Gustav Leuteritz als Journalist für verschiedene Zeitungen und Zeitschriften. Seit 1924 lebte er in Hamburg. Leuteritz war zeitweise Mitglied der SPD. In den 1920er und frühen 1930er Jahren arbeitete er vor allem für linke Kulturzeitschriften. Mindestens zwischen 1927 und 1930 war er Schriftleiter der Zeitschrift Der Vorspruch der Volksbühne Hamburg.
Nach 1933 veröffentlichte Gustav Leuteritz mehrere Bücher, von denen der Wagner-Roman Die Königsbotschaft (1940) eine weitere Verbreitung fand. Er lebte bis 1943 in Hamburg, meist in der Stormarner Straße 27 IIIII. Danach war er in Dresden.
Seit 1945 lebte Gustav Leuteritz in Berlin, wo er für die offizielle sowjetische Tageszeitung Tägliche Rundschau Artikel für das Kulturfeuilleton schrieb. In diesem Jahr gehörte er zu einer ostdeutschen Delegation um den Dichter Johannes R. Becher, die den Nobelpreisträger Gerhart Hauptmann in dessen Wohnort Agnetendorf im polnisch verwalteten Schlesien besuchte. 1946 begleitete er den Transport von dessen Nachlass nach Ost-Berlin, wahrscheinlich im sowjetischen Auftrag.
Zwischen 1949 und 1952 wurde Gustav Leuteritz in das sowjetische Besserungslager Workuta gebracht. Die Hintergründe und sein weiterer Verbleib sind unbekannt. Seine Witwe Erna Leuteritz versuchte vergeblich, Informationen darüber zu erhalten. Sie ließ ihn im Februar 1956 offiziell für tot erklären, nachdem die letzten deutschen Gefangenen aus der Sowjetunion zurückgekehrt waren und er nicht darunter war.
Einige Dokumente über Gustav Leuteritz befinden sich im Deutschen Literatur-Archiv Marbach, im Bundesarchiv und in weiteren Archiven.

## Publikationen
Bücher
- Das Vorspiel, Die Rabenpresse, Hamburg, 1930, Gedichte
- Volk vor Gott, Diederichs, Jena, 1938[4]
- Die Königsbotschaft, Schünemann, Bremen, 1940, Neuauflagen Büchergilde Gutenberg, Berlin 1940, 1943, Roman über Richard Wagner
- in Schöpfer des deutschen Himmels. Johann Sebastian Bach, Wolfgang Amadeus Mozart, Ludwig van Beethoven, Richard Wagner, Zinnen, München, 1944, wahrscheinlich Beitrag über Richard Wagner

Zeitschriftenartikel
Gustav Leuteritz verfasste zahlreiche Artikel in verschiedenen Zeitschriften und Zeitungen, bekannt sind diese in
- Vorspruch. Blätter der Volksbühne Groß-Hamburg (1924–1930),
- Der Fischzug. Blätter für Kunst und Dichtung im jungen Deutschland (1926),
- Die literarische Welt  (Gedicht, 1926, 1933),
- Die Tat (1926/27),
- Die Horen (Gedichte, 1928/29–1930),
- Neue Blätter für den Sozialismus (1930),
- Der Kreis. Organ der Hamburger Bühne (Gedicht, 1931),
- Der weiße Rabe (1932–1933),
- Hamburger Echo, Tageszeitung (bis 1933),
- Die Literatur. Monatsschrift für Literaturfreunde (1933/34),
- Der Bücherwurm (Gedichte, 1934–1935),
- Hamburger Anzeiger, Tageszeitung (1939)[6]

- Tägliche Rundschau, Tageszeitung (1945–1948),
- Aufbau. Kulturpolitische Monatsschrift (1948),
- Kulturaufbau (1950)